# وزارة الصحة والرعاية الاجتماعية (المملكة المتحدة)
وزارة الصحة والرعاية الاجتماعية هي جزء من حكومة جلالة ملك بريطانيا و يتحمّل مسؤولية سياسة الصحة وشؤون الرعاية الاجتماعية للبابغين في إنكلترا، بالإضافة إلى البعض من عناصر الشؤون المماثلة والّتي لم يتمّ تفويضها للحكومة الاسكتلندية، الحكومة الويلزية أو تنفيذية إيرلندا الشمالية. تشرف الوزارة على خدمة الصحة الوطنية. يرأس الوزارة وزير الصحة و الرعاية الإجتماعية بالإضافة إلى وزيري دولة و ثلاث وكلاء وزاريين.
تُطوّر وزارة الصحة السياسات والإرشادات لتحسين نوعية الرعاية ولتلبية توقعات المرضى.
تقوم الوزارة بقسم من أعمالها مع هيئات عامة مستقلّة [4] و من بينها الهيئات التنفيذية العامة الغير حكومية مثل خدمة الصحة الوطنية و خدمة الصحة الوطنية الرقمية ، و وكالات تنفيذية مثل وكالة الصحة العامة في إنكلترا و الوكالة التنظيمية للأدوية ومنتجات الرعاية الصحية.

## لمحة تاريخية
أُنشأت وزارة الصحة رسمياً عام 1988 عبر مرسوم نقل المهام (الصحّة والضمان الاجتماعي). و كغيرها من الوزارات والأقسام، تمّ تغيير اسم وزارة الصحة ومهامّها عدّة مرات عبر تاريخها.
تم إنشاء عدّة هيئات للقيام بمهمات استشارية محدّدة في القرن التاسع عشر، ومن ثمّ تمّ حلّها عندما لم تعد تلك المهمات ضرورية. و قد تمّ وضع صيغتين لمجلس الصحة (في عامي 1805 و 1831) و مجلس الصحة العام (بين عامَي 1954 و 1858) و كانتا مسؤولتان أمام المجلس الملكي الخاص. و كانت تُمنح مسؤولية الشؤون الصحية إلى المجالس الصحية المحلية في بعض الأحيان، ومع ظهور السلطات الحكومية المحلية، لا سيما مكتب قانون الحكومة الواقع تحت وزارة الداخلية. في أوائل القرن العشرون، كانت الخدمة الصحية متوفّرة عبر  لجان الوطنية للتأمين الصحي.
تمّ إنشاء الهيئة الصحية الأولى الّتي من الممكن اعتبارها وزارة الصحة من خلال قانون وزارة الصحة 1919، ودُمجت مهام الصحة العامة تحت سلطة واحدة. و تم زيادة تنسيق الخدمات الصحية المحلية التي لها صلة بخدمات الطوارئ والحرب، بين عامي 1935 و 1945، وأدّت هذه التطورات إلى إنشاء الخدمة الصحية الوطنية في عام 1948.
في عام 1968، تمّ حلّ وزارة الصحة ونُقلت مهامّها، وعلى غرار ذلك تم حل ونقل مهام وزارة الضمان الاجتماعي إلى وزارة الصحة والضمان الاجتماعي التي أُنشأت آنذاك. و بعد عشرون عاماً، أُعيد فصل هذه المهام إلى وزارتين وهما وزرة الضمان الاجتماعي ووزارة الصحة.
و بعد إعادة تنظيم مجلس الوزراء في بريطانيا عام 2018 تمّ تسمية الوزارة بوزارة الصحة والرعاية الاجتماعية.

## مقرّ الوزارة
عنوان المقر الرئيسي والمكاتب الوزارية هو 39 شارع فيكتوريا، لندن. و لقد تمّ انتقال الوزارة من موقعها السابق في ريتشموند هاوس، وايتهول في شهر تشرين الثاني نوفمبر 2017. و لدى الوزارة مكاتب رئيسية أخرى مقرّها سكيبتون هاوس، ويلينغتون هاوس قرب محطة ووترلو وكواري هاوس في مدينة ليدز. حالياً يعمل في ويلينغتون هاوس موظفو الهيئات العامة المستقلة. و كان نيو كينغز بيم هاوس مقر سابق لوزارة الصحة إلى أن انتهت مدة عقد إيجاره في تشرين الأول أكتوبر 2011. و تم استخدام ألكساندر هاوس وهانيبال هاوس من قبل الوزارة سابقاً. يكمن أرشيف الوزارة في بلدة نلسون في مقاطعة لانكاشاير.

## قيادة الوزارة
| الرتبة                                                    | الحقيبة الوزارية |
| وزير شؤون الصحة والرعاية الاجتماعية                       | مسؤولية شاملة |
| وزير الصحة                                                | الأداء التنفيذي؛ مخطط مشروع قانون طويل الأمد، المالية، الكفاءة والتجارة؛ رأس مال الخدمة الصحية الوطنية، الأراضي والعقارات؛ التحويل؛ تطليف الخدمة الصحية الوطنية في إنكلترا؛ الدوائر المحلولة – الأمور الغير متعلقة بالخروج من الاتحاد الأوروبي؛ القوانين الثانوية؛ إدارة القسم؛ الخروج من الاتحاد الأوروبي، التجارة والنمو العالمي؛ رعاية الخدمة الصحية الوطنية في إنكلترا و الخدمة الصحية الوطنية للتطوير، و مصلحة الأعمال التجارية للخدمة الصحية الوطنية                 |
| وزير الرعاية الاجتماعية                                   | الرعاية الاجتماعية للبالغين؛ الصحة، الرعاية والإندماج؛ القوة العاملة؛ مرض الخرف؛ الإعاقات والحالات المزمنة؛ الخدمة الصحية الوطنية المستمرة؛ إدارة الأمن للخدمة الصحية الوطنية، بما فيه الأمن الإلكتروني؛ الأبحاث وعلوم الحياة؛ الدم وزرع الأعضاء؛ التبرّع بالأعضاء؛ رعاية مصلحة الأبحاث الصحية، الخدمة الصحية الوطنية هيئة الدم والزرع، مصلحة الأنسجة البشرية، شركة تعليم الصحة واللياقة البدنية، هيئة تعليم الصحة في إنكلترا.                                              |
| الوكيل الوزاري للوقاية، الصحة العامة والرعاية الأساسية    | نظام الصحة العام؛ التطوير الصحي؛ اللامساواة الصحية؛ تقديم خدمات الصحة العامة؛ الرعاية الأساسية، الخدمات المتعلقة بالهوية الجندرية؛ الأمراض الرئيسية؛ صحة المجتمع؛ الوكيل الوزاري الرئيسي للإستجابة للأزمات؛ رعاية وكالة الصحة العامة في إنكلترا و وكالة المعايير الغذائية . |
| الوكيل الوزاري للصحة النفسية، مكافحة الإنتحار وأمن المرضى | الصحة النفسية؛ مكافحة الإنتحار والوقاية من الأزمات؛ صحة الجاني؛ مجموعات الأشخاص المستضعفين في المجتمع؛ صحة المرضى؛ استراتيجية صحة المرأة؛ رعاية الأمومة؛ إستفسارات؛ تجربة المرضى؛ الرقابة على قطاع المستحضرات التجميلية؛ البيانات والتكنولوجيا؛ الرقابة على الأدوية والمعدات الطبية؛ رعاية الخدمة الصحية الوطنية للتسوية، لجنة نوعية الرعاية ،هيئة الرقابة على الأدوية ومنتجات الرعاية الصحية، الهيئة التقنية للخدمة الصحية الوطنية، الهيئة الرقمية للخدمة الصحية الوطنية. |
| الوكيل الوزاري                                            | للمناقشة والتعيين |

## الهيئات العامة المستقلّة
تعمل الوزارة كمُشرف على نظام الصحة والرعاية الاجتماعية في إنكلترا كما وتشرف على خمس عشرة هيئة عامة مستقلة.

### وكالات تنفيذية
لدى الوزارة وكالتين تنفيذيتين:
- وكالة الرقابة على الأدوية ومنتجات الرعاية الصحية و لديها دور في تقييم، إصدار تراخيص والرقابة على الأدوية والمعدات الطبية المُعدّة للإستعمال في المملكة المتحدة.
- وكالة الصحة العامة في إنكلترا و هي مسؤولة عن تطوير الصحة العامة عبر الوقاية والتوعية و الحماية ومكافحة العدوى.

الهيئات التنفيذية العامة الغير حكومية
لدى الوزارة ثلاث عشر هيئة تنفيذية عامة غير حكومية :
- لجنة نوعية الرعاية و مهامّها الرئيسي هو فحص  مورّدي خدمات الصحة والرعاية الاجتماعية للبالغين في إنكلترا والتأكّد من أنها مطابقة لمعايير الجودة والسلامة.
- الخدمة الصحية الوطنية الرقمية و هي تقدّم البيانات الإحصائية والمعلوماتية لدعم نظام الصحة والرعاية.
- هيئة تعليم الصحة ي إنكلترا و هي مسؤولة عن تأمين تدريبات عالية الجودة لتطوير القوة العاملة في مجال الرعاية الصحية.
- مصلحة الأنسجة البشرية تضبط استخدام الأنسجة البشرية في الأبحاث والمعالجة.
- مصلحة الخصوبة البشرية وعلم الأجنّة و هي تضبط وتفحص اللتخصيب في الأنبوب، التلقيح الاصطناعي وحفظ البويضات البشرية، الحيونات المنوية أو الأجنّة. كما وأنّها تضبط الأبحاث المتعلقة بالأجنة البشرية.
- الخدمة الصحية الوطنية في إنكلترا تشرف على نفسها وتعيّن لجان مختصة بخدمات الرعاية الصحية والرعاية الرئيسية وتشرف على مجموعات التكليف الطبّي.
- الخدمة الصحية الوطنية للتطوير وتقوم بمجموعة من الأدوار منذ 1 نيسان (أبريل) 2016:
  - التتبع والإشراف على مؤسسات الائتمان والطلبات الصادرة عن صناديق الائتمان لدى الخدمة الصحية الوطنية والتي تسعى للحصول على صفة مؤسسة ائتمان. بالإضافة إلى ذلك، كان للخدمة الصحية لوطنية للتطوير دور تفحص الأسعار والتنافس ضمن الخدمة الوطنية الصحية.
  - و كان لدى مصلحة تنمية صناديق الائتمان في الخدمة الصحية الوطنية دور في مساعدة صناديق الائتمان لتقديم طلبات الحصول على صفة مؤسسة ائتمان.
- المؤسسة الوطنية لخدمات الصحة والرعاية الممتازة و تُقدّم النصائح عن إجراءات المعالجة وتُقيّم التدخّلات الرعاية الصحية من حيث فعالية التكاليف.
- مصلحة الأبحاث الصحية و هي تحمي وتشجع المرضى وعامة الناس إلى الاهتمام بالأبحاث الصحية.
- الخدمة الصحية الوطنية للدم وزراعة الأعضاء ، و هي مسؤولة عن توفير الدم، الأعضاء، الأنسجة والخلايا الجذعية؛ وعن التبرّع بها وحفظها.
- مصلحة الخدمات التجارية في الخدمة الصحية الوطنية و هي تقدم خدمات الدعم التجاري لمنظمات الخدمة الصحية الوطنية، بما فيه إدارة برنامج المعاشات التقاعدية لدى الخدمة الصحية الوطنية.
- الخدمة الصحية الوطنية للتسوية وهي تتناول دعاوى الإهمال وتساعد الخدمة الصحية الوطنية لتعلّم الدروس من الدعاوى من أجل تحسين أمن المرضى والعاملين.
- مصلحة مكافحة الغش في الخدمة الصحية الوطنية و هي تُعنى بمكافحة الغش والفساد في الخدمة الصحية الوطنية.

## انتقادات

### إدخال رسوم الاستخدام للخدمة الصحية الوطنية
بعد أن قام البروفيسور لورد دارزي بإصدار مراجعة تقييمية للخدمة الصحية الوطنية، بدأت سلسة من الانتقادات الموجّهة إلى الحكومة، ولا سيما وزارة الصحة، حول قيامها بالتحضير لإدخال الرسوم على المستخدمين، وبالتالي نقض المخطط 2020 للخدمة الصحية الوطنية الّذي يُذكر فيه أن الرسوم على المستخدمين هي غير مُحقّة وغير عادلة لأنها تزيد من نسبة التمويل القادم من الأشخاص الذين هم المرضاء، الكبار في السن والفقراء بالمقارنة مع الذين هم بصحة جيدة، صغار السن وأغنياء. كما وأن المخطط يتناول موضوع الميزانيات الشخصية .

### تجزئة خدمات الخدمة الصحية الوطنية
يقوم تقرير دارزي بتقسيم الخدمات التي كانت مندمجة بالسابق إلى خدمات رئيسية، إضافية ومعززة. و على ضوءه، قال النقاد أن ذلك سوف يؤدّي إلى التخلّي عن واجب الرعاية الّذي هو عامود الخدمة الصحية الوطنية.

### الجراثيم الخارقة ومبادرة التمويل من القطاع الخاص
انتشرت جراثيم مقاومة للمضادات الحيوية (الجراثيم الخارقة)، مثل بكتيريا المكورات العنقودية الذهبية المضادة للميثيلينو المطثية العسيرة ، في مستشفيات الخدمة الصحية الوطنية، مما أدى إلى موجة من الانتقادات الموجهة إلى وزارة الصحة بسبب تساهلها في النظافة الناتج عن قرارها بالتقاعد مع مصادر خارجية عبر عقود مبادرة التمويل من القطاع الخاص.
و تمّ نقد مبادرة «التنظيف العميق» الّتي أعلنتها وزارة الصحة من قبل خبراء مكافحة العدوى والمجلّة الطبية ذا لانسيت الذين اعتبروا أن هذه المبادرة هي حيلة فاشلة لمعالجة أسباب العدوى، ومن قبل شركات النظافة التي اعتبرت أنها محاولة لتفادي تكاليف أعمال نظافة أفضل، ومن قبل مدراء في الخدمة الصحية الوطنية على أنها غير فعّالة.
كما أنّ بعض الانتقادات كان سببها أن المستشفيات لم تحصل إلّا على فقط ربع مبلغ التمويل الذي هو 60 مليون، بالإضافة إلى أن عدد من المستشفيات لم تحقق أهداف البرنامج بالكامل، ووجود تقصير لدى أحد صناديق الائتمان لدى الخدمة الصحية الوطنية من ناحية الاتزام بمعايير النظافة.

### وصف الأدوية
تمّ نقد نصائحها بالنسبة إلى الوصف الأدوية كمثبطات مضخة البروتون على أنها غير نافعة.
التدريب الطبّي
لقد تمّ نقد وزارة الصحة بسبب فشلها في تناول نتائج التحديث الوظيفي للمهن الطبية ، خصوصاً التغييرات الّتي أجرتها للتدريب المتخصص للأطباء ولخدمة التدريب الطبي التطبيقي. و نتج عن هذه التغييرات توفُّر 156000 وظيفة فقط ل29193 طبيب مبتدئ، كما وتمّ إتّهام وزارة الصحة بمخالفة القانون عندما رفضت تبيان العلامات للمرشحين، تلاه مراجعة قضائية ومُقاطعة النظام من قبل أطباء رفيعي المستوى في مختلف أنحاء البلد. و قد تمّ إلغاء خدمة التدريب الطبي التطبيقي بعد ذلك كما واستقالت وزير الصحة آنذاك باتريسيا هيوويت بعدما تمّ إتّهامها بأنها كذبت أمام مجلس العموم. و استمرّت موجة الاستياء ضمن المجال الطبّي حتّى بعد إلغاء خدمة التدريب الطبي التطبيقي، فقد علّقت الرابطة الطبية البريطانية قائلةً أنّ ردّ وزارة الصحة كان متأخّراً جدّاً، لا بل لم يكن كافياً.
و أوصى التّحقيق الرسمي للحكومة في موضوع التحديث الوظيفي للمهن الطبية بأن يتمّ إزالة التدريب الطبي من مسؤوليات وزارة الصحة.